# Piergiorgio Bertoldi
Piergiorgio Bertoldi (Varese, 26 de julho de 1963) é um bispo católico e núncio apostólico da Santa Sé.

## Biografia
Foi ordenado sacerdote pelo cardeal Carlo Maria Martini em 11 de junho 1988 para a arquidiocese de Milão. Estudou na Pontifícia Academia Eclesiástica e ingressou no serviço diplomático da Santa Sé. Participou de missões diplomáticas da Santa Sé na Uganda, República do Congo, Colômbia, antiga Iugoslávia, Romênia, Irã e Brasil.
No dia 24 de abril de 2015, o papa Francisco nomeou-o núncio apostólico na Burkina Faso e no Níger, sucedendo dom Vito Rallo que renunciou por problemas de saúde. Sua ordenação episcopal ocorreu no dia 2 de Junho de 2015 em Venegono Inferiore pelas mãos do cardeal Pietro Parolin.
Em 19 de março de 2019, foi nomeado núncio apostólico em Moçambique. Foi transferido para a nunciatura da República Dominicana e como delegado apostólico de Porto Rico em 18 de maio de 2023.